# الرياضة التقليدية في دولة الإمارات العربية المتحدة
تأسست دولة الإمارات العربية المتحدة وهي دولة إسلامية وعربية في الشرق الأوسط في عام 1971 بفضل الجهود الهائلة التي بذلها قادتها. على الرغم من وجودها القصير نسبيًا فقد نقلت تقاليدها وأزياءها الفريدة التي تتميز بها عن البلدان المجاورة.
كما هو الحال بالنسبة لأي بلد يجب أن يكون هناك عدد قليل من الألعاب الرياضية التقليدية التي تنتقل من جيل إلى آخر ويجب على كل دولة الحفاظ عليها بأي ثمن.    
من أقدم التقاليد في دولة الإمارات العربية المتحدة الصيد بالصقور ويعود تاريخه إلى العصور الماضية. لا يُعرف بالضبط متى نشأت تربية الصقور لكن بعض التاريخ يذكر أن التاريخ يعود إلى 2000 عام. في العصور القديمة بدأ الصيد بالصقور كمصدر للغذاء للبحث عن الأرانب والحبارى في الغالب. بالإضافة إلى أنه كان يعتبر طريقة للحياة لقادة القبيلة وبقية القبيلة فقد تم ذلك في ضوء النهار ثم كان في وقت لاحق موضوع حول لقاءات المساء. علاوة على ذلك كان هناك رفيق آخر يدا بيد جنبًا إلى جنب مع صيادين السلوقي لكن السلوقي بالإضافة إلى مساعدة الصقور كان أساسا لصيد الغزلان. 
قد يظن البعض أن الصقارة سهلة كما تبدو في الواقع إنها ليست كذلك. يتطلب قدراً كبيراً من الصبر والمهارة والشجاعة لترويض الصقر والتقاطه وتدريبه. لحماية هذه الرياضة التقليدية وأيضًا للتأكد من أن الصقور عولجت بشكل صحيح تم وضع عدد من القوانين من أجل الحفاظ على هذا الهدف. أنشأت جمعية طيور الإمارات فكرة وضع أجهزة التتبع تحت كل جلد صقر مع أرقام تعريف فريدة. سيساعد ذلك كثيرًا في تتبع أنماط هجرة الصقور ويفتح إمكانيات جديدة للحفاظ على هذا الصنف الفريد. قبل بضع سنوات تم تنفيذ فكرة لإصدار جوازات سفر لهذه الطيور وكانت تهدف إلى التحقق من الاتجار غير المشروع بالصقور.
اليوم الصيد بالصقور هو فرع مهدد بالميراث الثقافي الغني في دبي. أثر التحضر السريع في دولة الإمارات العربية المتحدة خلال السنوات القليلة الماضية سلبًا على الموائل الطبيعية للصقور. علاوة على ذلك فإن الصقارين الجدد لا يحترمون مدونات ممارسة هذه الرياضة وينغمسون في الصيد. وقد شكل هذا تهديدًا لهذه الطيور الجميلة وكذلك للفروع الثقافية للعبة نفسها.
من أجل الحفاظ على هذه الرياضة من أجل الأجيال القادمة تعمل حكومة الإمارات العربية المتحدة بالتعاون مع اليونسكو لإشهار الصقور مع وضع التراث الثقافي في جميع أنحاء العالم وجذب المزيد من المصطافين في دبي لهذا السبب.

## سباق القوارب التقليدية
في سباقات القوارب التقليدية فإن سباقات القوارب الطويلة مع أن القوارب ليست طويلة كما كانت في الماضي تخلق صورة رائعة مثل طواقمها المزدحمة بإحكام تعمل في مجذافهم وتدفع بها قواربهم الجميلة عبر المياه الهادئة القريبة من الشاطئ تحت تقدير نظرة المتفرجين.
ومن الأحداث الرئيسية للإبحار مهرجان الرياضات البحرية في جزيرة المبرز والذي تم تنظيمه في ديسمبر وتم تنظيمه بدعم من الشيخ زايد والشيخ مكتوم كجزء من جهودهما لتعزيز التراث الرياضي البحري للبلاد. ثمانون 60 قدم (18 م) شاركت القوارب من جميع أنحاء البلاد في 1998 في سباق عقد على مدى 55 ميل بحري (102 كـم). وتقرر أنه اعتبارًا من عام 1998 سيكون عدد المواطنين في كل قارب 50 في المائة ، ستتم زيادته تدريجيًا إلى 100 في المائة بحلول عام 2001. وفي مايو 1999 شارك 157 من القوارب التي يبلغ طولها 43 قدمًا ويعمل بها 1500 فرد في السفينة. ويبدأ سباق المراكب الشراعية في العين وينتهى عند كورنيش أبوظبي.
وفقا للطبيعة التقليدية للحدث يعزف النشيد الوطني النشيد يليه الرقص الشعبي والأغاني التي تقدمها فرق التراث المحلية.

## سباق الهجن

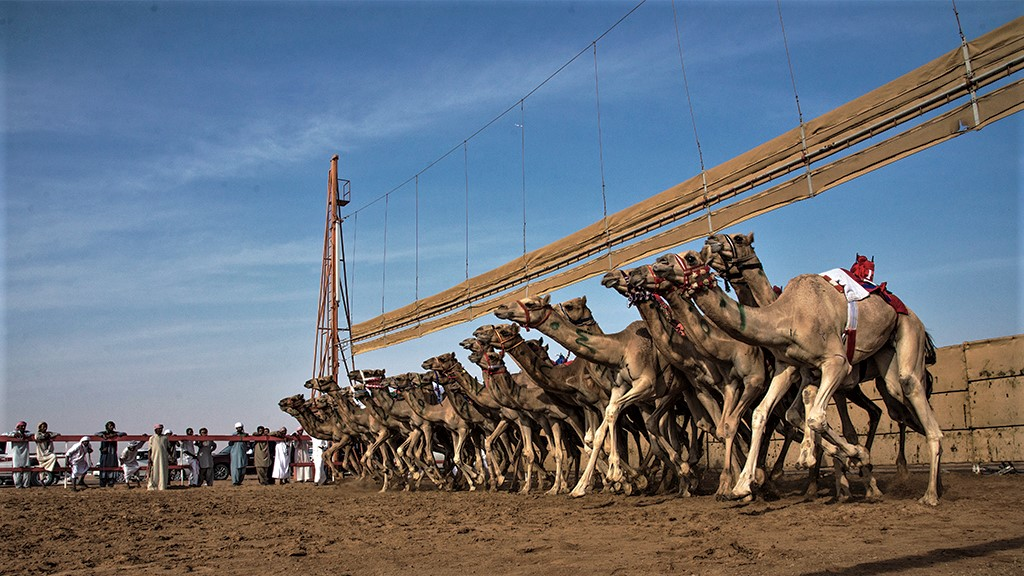
سباق الهجن الرياضي الشهير في دبي - 2019

يتم وضع الجمال الأصيلة لسباق الهجن لأول مرة عندما يبلغ عمرها حوالي عامين. في البداية يتم تدريب الحيوانات على إطاعة الأوامر الأساسية الصادرة عن الفارس. بعد ذلك يقرر الفرس البالغ طوله مترين القدرة على السباق. للمساعدة في بناء قدرتها على التحمل تقطع الإبل مسافات معيّنة كل يوم والتي تختلف حسب العمر. تم في الآونة الأخيرة منع الفرسان من السباق وبدلاً من ذلك تم استخدام الروبوتات مكانهم وفقًا لقوانين حقوق الإنسان.
هناك نوعان رئيسيان من السباقات هما العماني والسوداني اللذان يختلفان في اللون - العماني خفيف جداً والسودانية أكثر من لون أسمر. تقليديا ، كان يتم تغذية جمل السباق على التمر والعسل والبرسيم والحليب والبذور. لم يُسمح لهم مطلقًا بالشرب قبل يوم من السباق ومنعوا من الرضاعة لمدة 12 ساعة قبل السباق. مع هذا النوع من السرج يجلس الفارس خلف سنام الإبل.
سباق الهجن وهي رياضة تقليدية تحظى بشعبية كبيرة في الإمارات. تم تنظيمها في الأصل في مكان غير رسمي في حفلات الزفاف أو المهرجانات الخاصة ولكن الآن تم بناء مسارات مخصصة في جميع أنحاء البلاد حيث تعقد اجتماعات السباق في أشهر الشتاء من أكتوبر إلى أبريل ، والتي بلغت ذروتها في مهرجان سباق الهجن السنوي في الوثبة الذي يجذب الداخلين من جميع أنحاء العالم.
في كأس الذهب التي أقيمت مؤخرًا في نادي الشبا ، قطع الجمل الفائز 10 كيلومترات في 17 دقيقة وسبع ثوانٍ (6.21 ميلًا ، بمتوسط 21.76   ميلا في الساعة). نظرًا لأن عظام الإبل تخزّن المياه غير الدهنية ، فإن إبل السباق المبسطة تحتوي على حدبات صغيرة للغاية ، شبه أثرية. بالمقارنة مع جمل عادي ، فإن جمل السباقات يشبه السلوقي الهائل الضخم.